# Eublemma thermosticta
Eublemma thermosticta là một loài bướm đêm trong họ Erebidae.